# Fulókércs
Fulókércs é um município da Hungria, situado no condado de Borsod-Abaúj-Zemplén. Tem 18,6 km² de área e sua população em 2015 foi estimada em 374 habitantes.